# Международна кампания за забрана на ядреното оръжие
Международната кампания за забрана на ядреното оръжие (на английски: International Campaign to Abolish Nuclear Weapons) е международна неправителствена организация със седалище в Женева, поставила си за цел налагането на глобална забрана на ядреното оръжие.
Тя е основана през 2007 година като обединение на голям брой организации, към 2017 година – 468, от различни страни. Вдъхновена е от успеха на Международната кампания за забрана на противопехотните мини. Дейността на организацията довежда през 2017 година до разработването от Организацията на обединените нации на Договор за забрана на ядреното оръжие, към който се присъединяват известен брой страни, но нито една от ядрените сили.
Международната кампания за забрана на ядреното оръжие получава Нобелова награда за мир за 2017 година „за нейната дейност за привличане на вниманието към катастрофалните хуманитарни последствия от всяко използване на ядрени оръжия и за нейните решаващи усилия за постигане на договорна забрана на тези оръжия“.